# Palestijnse Centrum voor Mensenrechten
Palestijns Centrum voor Mensenrechten (Arabisch: المركز الفلسطيني لحقوق الإنسان; Engels: Palestinian Centre for Human Rights, afgekort als PCHR), is een Palestijnse mensenrechtenorganisatie in de Gazastrook. Het ijvert voor de rechten van de Palestijnen in de bezette Palestijnse gebieden, met de focus op Gaza.

## Organisatie
Palestijnse Centrum voor Mensenrechten is opgericht in 1995 door een groep van Palestijnse juristen en mensenrechten-activisten. De organisatie is gevestigd in Gaza. De organisatie wordt geleid door Raji Sourani. Sourani vluchtte in november 2023 naar Parijs, nadat zijn huis was gebombardeerd tijdens de Gaza-oorlog van 2023/2024 en de dagen daarna ook de moskee, het politiebureau en de woning waar hij een schuilplaats zocht.
De organisatie heeft sinds 2000 een speciale consultatieve status bij de Verenigde Naties via ECOSOC, waardoor het als niet-gouvernementele organisatie bijdragen op het gebied van mensenrechten en duurzame ontwikkeling kan leveren, met lidstaten hierover overleggen en afgevaardigden bij de VN kan aanwijzen.

### Medewerkers
Tot het personeel behoren juristen en mensenrechten-activisten. In april 2024 had PCHR 63 medewerkers, waarvan circa 45 in Gaza, 7 op de Westoever en 11 in Egypte. Twee juristen en veel van haar familie werden tot dat moment in de Gaza-oorlog van 2023/2024 gedood.

## Activiteiten
PCHR houdt zich bezig met:
- Onderzoeken van schendingen van mensenrechten en deze documenteren.
- Juridische bijstand en advies leveren aan personen en groepen die hiervan slachtoffer zijn of dreigen te worden.
- Voorbereiden van artikelen over onderzoek op het gebied van mensenrechten en wetten.
- Oorspronkelijk had het ook een taak op het gebied van wetgeving voor Palestina (in het kader van de uitvoering van de Oslo-akkoorden van 1993-1995)

### Rechtszaken

#### Arrestatiebevel Doron Almog
Op basis van rapporten van PCHR werd in september 2005 door een Brits gerechtshof een arrestatiebevel uitgevaardigd tegen de Israëlische generaal b.d. Doron Almog op beschuldiging van oorlogsmisdaden, te weten de vernietiging van 59 huizen in het vluchtelingenkamp bij Rafah op 10 januari 2002. In het Israëlische rechtssysteem was hij hiervoor eerder vrijgesproken. Tussen 2000 en 2003 gaf hij leiding aan de vernietiging van naar schatting 1.100 huizen in Gaza. Het arrestatiebevel kwam nadat PCHR ontdekte dat Almog een bezoek zou brengen aan het Verenigd Koninkrijk en de Britse anti-terreur-eenheid verzocht hem te arresteren. Volgens PCHR werd Almog onderweg door de Britse politie getipt over een mogelijke arrestatie. Op het vliegveld stonden eenheden klaar om hem te arresteren, maar gevreesd werd voor tegenstand van gewapende lijfwachten in het vliegtuig. Voorafgaand aan de geplande arrestatie had Scotland Yard "discreet" geïnformeerd hoe de Britse joodse gemeenschap hierop zou reageren. Bij aankomst maakte het El Al-vliegtuig rechtsomkeert. In juni 2013 zou Almog opnieuw het VK bezoeken. Hoewel de regering hem bij voorbaat immuniteit had verleend, annuleerde hij op het laatste moment het bezoek. PCHR en het advocatenkantoor dat de slachtoffers van de daden van Almog vertegenwoordigde veroordeelden de door het VK verleende immuniteit.

#### Genocidezaak bij het Internationaal Gerechtshof
De directeur Raji Sourani maakte deel uit van het team dat in 2023 een genocidezaak tegen Israël aanspande bij het Internationaal Gerechtshof.